# 凤凰鸡
凤凰鸡（Phoenix）是德国的一種长尾雞。它来自于日本长尾鸡与其他包括力康雞在內的品种雞的杂交。19世纪末，德国国家家禽协会的第一任主席雨果·杜·罗伊成功雜交出凤凰鸡。